# Moorilla Hobart International 2006
Moorilla Hobart International 2003 - жіночий тенісний турнір, що проходив на відкритих кортах з твердим покриттям Міжнародного тенісного центру Гобарта в Гобарті (Австралія). Належав до турнірів International в рамках Туру WTA 2003. Відбувсь удесяте і тривав з 6 до 12 січня 2003 року. Несіяна Міхаелла Крайчек здобула титул в одиночному розряді й отримала 22 тис. доларів США.

## Учасниці основної сітки в одиночному розряді

### Сіяні пари
| Країна    | Гравчиня               | Рейтинг1 | Сіяна |
| --------- | ---------------------- | -------- | ----- |
| Словенія  | Катарина Среботнік     | 27       | 1     |
| Чехія     | Клара Коукалова        | 29       | 2     |
| Ізраїль   | Анна Смашнова          | 40       | 3     |
| США       | Емі Фрейзер            | 46       | 4     |
| Чехія     | Івета Бенешова         | 50       | 5     |
| Аргентина | Маріана Діас-Оліва     | 52       | 6     |
| Іспанія   | Нурія Льягостера Вівес | 53       | 7     |
| США       | Джилл Крейбас          | 57       | 8     |

- 1 Рейтинг подано станом на 19 грудня 2005.

### Інші учасниці
Нижче наведено учасниць, які отримали вайлдкард на участь в основній сітці:
- Кейсі Деллаква
- Ніколь Пратт

Нижче наведено гравчинь, які пробились в основну сітку через стадію кваліфікації:
- Анна Кремер
- Аранча Парра Сантонха
- Ольга Пучкова
- Крістіна Вілер

Як щасливий лузер в основну сітку потрапили такі гравчині:
- Александра Возняк

### Відмовились від участі

#### Перед початком турніру
- Катарина Среботнік (гастроентерит)

## Учасниці основної сітки в парному розряді

### Сіяні пари
| Країна    | Гравчиня             | Країна    | Гравчиня               | Рейтинг1 | Сіяна |
| --------- | -------------------- | --------- | ---------------------- | -------- | ----- |
| Франція   | Емілі Луа            | Австралія | Ніколь Пратт           | 64       | 1     |
| Іспанія   | Лурдес Домінгес Ліно | Іспанія   | Нурія Льягостера Вівес | 122      | 2     |
| Аргентина | Марія Емілія Салерні | Венесуела | Мілагрос Секера        | 149      | 3     |
| Італія    | Мара Сантанджело     | США       | Машона Вашінгтон       | 163      | 4     |
| США       | Джилл Крейбас        | Хорватія  | Єлена Костанич         | 173      | 5     |

- 1 Рейтинг подано станом на 19 грудня 2005.

### Інші учасниці
Пари, що отримали вайлд-кард на участь в основній сітці:
- Lisa D'Amelio /  Емілі Г'юсон

Нижче наведено пари, що пробились в основну сітку через стадію кваліфікації:
- Анна Кремер /  Євгенія Лінецька

Пари, що потрапили в основну сітку як щасливі лузери:
- Маріана Діас-Оліва /  Александра Возняк

### Відмовились від участі

#### Перед початком турніру
- Мілагрос Секера (розтягнення щиколотки)

## Фінальна частина

### Одиночний розряд
- Міхаелла Крайчек —  Івета Бенешова, 6-2, 6-1.

### Парний розряд
- Емілі Луа' /  Ніколь Пратт —  Джилл Крейбас /  Єлена Костанич, 6-2, 6-1.